# Barbingant
Barbingant (auch Berbingnant oder Barbingnant, aktiv etwa von 1440 bis 1460) war ein französischer Komponist des späten Mittelalters.

## Leben und Wirken
Von Barbingant ist nur dieser einfache Name bekannt und kein Vorname, auch konnte die musikhistorische Forschung von ihm bisher weder das Geburts- noch das Sterbedatum ermitteln. Gesichert ist nur, dass er um die Mitte des 15. Jahrhunderts in Mittel-Frankreich gewirkt hat. Ein Vorname (Pierre) ist nur in der Choral Public Domain Library (CPDL) genannt. Seine Identität ergibt sich lediglich aus seinen hinterlassenen Werken. Über den Lauf seines Lebens sind keinerlei direkte Dokumente überliefert, obwohl er bei drei bekannteren franko-flämischen Komponisten nach seiner Zeit erwähnt wird und von diesen sogar zu den herausragenden Komponisten gezählt wird: zwei Mal bei Johannes Tinctoris (in Liber imperfectionum und Proportionale musices), bei Eloy d’Amerval (in Libre de la deablerie um 1490, gedruckt in Paris 1508) sowie bei Guillaume Crétin (in Déploration […] sur le trespas de Jean Okergan 1497). Barbingant wurde wegen der Ähnlichkeit seines Namens bis zum Jahr 1960 mit Jacques Barbireau verwechselt; aus diesem Grunde sind Barbingants Werke in der Gesamtausgabe der Werke von Barbireau erschienen. Auch ist er sogar zu eigenen Lebzeiten mit einem Musiker namens Bedyngham verwechselt worden.

## Bedeutung
Barbingant könnte einen bedeutenden Einfluss auf Johannes Ockeghem gehabt haben, unter der Voraussetzung, dass das einflussreiche Lied Au travail suis von ihm ist, weil Ockeghem dieses Stück in zwei Messen sowie in seinem Stück Ma Maistresse verwendet hat; darüber hinaus wurde es von Loyset Compère in einer neuen Chanson paraphrasiert. Dagegen ist das am häufigsten kopierte Stück Barbingants, nämlich L’omme banny, auch in einer Zuschreibung an Johannes Fedé überliefert, jedoch gelten die Zuschreibungen von Tinctoris und im Chansonnier Mellon an Barbingant als wesentlich zuverlässiger. Andererseits ist das bereits erwähnte Stück Au travail suis in der Überlieferung durch das Chansonnier Nivelle de la Chaussée, wo es direkt einem Barbingant zugeschriebenen Stück folgt, mit der Überschrift Okeghem versehen; hier jedoch steht die imitatorische und kontrapunktische Technik den übrigen Kompositionen Barbingants deutlich näher als den Werken von Ockeghem. Im 16. Jahrhundert hat Nicolas Gombert von Barbingants Lied Au travail suis eine fünfstimmige Fassung geschrieben; hier beruhen sämtliche imitatorischen Passagen auf der Originalvorlage. Das Lied Esperant que mon bien vendra von Barbingant zeigt viele Gemeinsamkeiten mit dem Rondeau Le serviteur haulte guerdonné von Guillaume Dufay und Le serviteur ist möglicherweise eines der ersten Werke anderer Komponisten, die für Esperant als Vorlage dienten. Ebenso ist es aber umgekehrt möglich, dass hier Dufay und Ockeghem dieses Lied Barbingants als Vorlage benutzt haben.
Einen Sonderfall stellt Barbingants Lied Der pfawin swancz dar, weil es sich stilistisch sehr deutlich von seinen anderen Kompositionen unterscheidet; außerdem ist es nur in osteuropäischen Quellen überliefert. Es hat die Komponisten Paulus de Rhoda, Johannes Martini und Jacob Obrecht zu Werken angeregt, was zunächst dafür gesprochen hat, dass das Stück auf Jacques Barbireau zurückgeht, weil die genannten Komponisten in gewissem Sinne zum Umkreis von Barbireau gehörten. Diese Lied wurde aber nachweislich kurz nach 1460 in das Schedelsche Liederbuch kopiert; Barbireau wurde aber nach neuesten Erkenntnissen erst um 1455 geboren. Die Zuschreibung an Barbignant geschieht nun in zwei relativ unabhängigen osteuropäischen Quellen, was auch dafür spricht, dass er sich in den späten 1450er Jahren in Osteuropa aufgehalten hat und seine übrigen überlieferten Kompositionen auf eine frühere Zeit zu datieren sind. Als Konsequenz daraus ergibt sich, dass Barbingant vorwiegend in den 1440er Jahren wirkte und durchaus von weitreichender Bedeutung war.

## Werke
- Geistliche Werke
  - Messe Terriblement zu drei Stimmen
  - Messe sine nomine zu drei Stimmen, anonym, jedoch überzeugend Barbingant zugeschrieben
- Weltliche Werke
  - Rondeau Au travail suis que peu de gens croiroient zu drei Stimmen, anonym, teilweise Barbingant, teilweise „Okeghem“ zugeschrieben
  - Rondeau Esperant que mon bien vendra zu drei Stimmen
  - Rondeau L’omme banny de sa plaisance zu drei Stimmen, in neun Quellen Barbingant, in einer Quelle Johannes Fedé zugeschrieben; der Anfang ist als ein Werk Barbingants in dem Liber imperfectionum von Tinctoris zitiert
  - Der pfawin swancz zu vier Stimmen; mit neuem figuriertem Countertenor in einer weiteren Handschrift überliefert.

## Ausgaben
- Jacobi Barbireau opera omnia, hrsg. von B. Meier, Amsterdam 1954 und 1957 (= Corpus mensurabilis musicae Nr. 7, I-II), enthält mit Ausnahme der Messe sine nomine auch alle Werke von Barbingant
- L. E. Gottlieb: The Cyclic Masses of Trent Codex 89, Dissertation an der Berkeley University 1958 (Messe sine nomine)
- The Mellon Cansonnier, hrsg. von L. L. Perkins und H. Garey, New Haven 1979.